# Grande Mesquita de Nuri (Moçul)

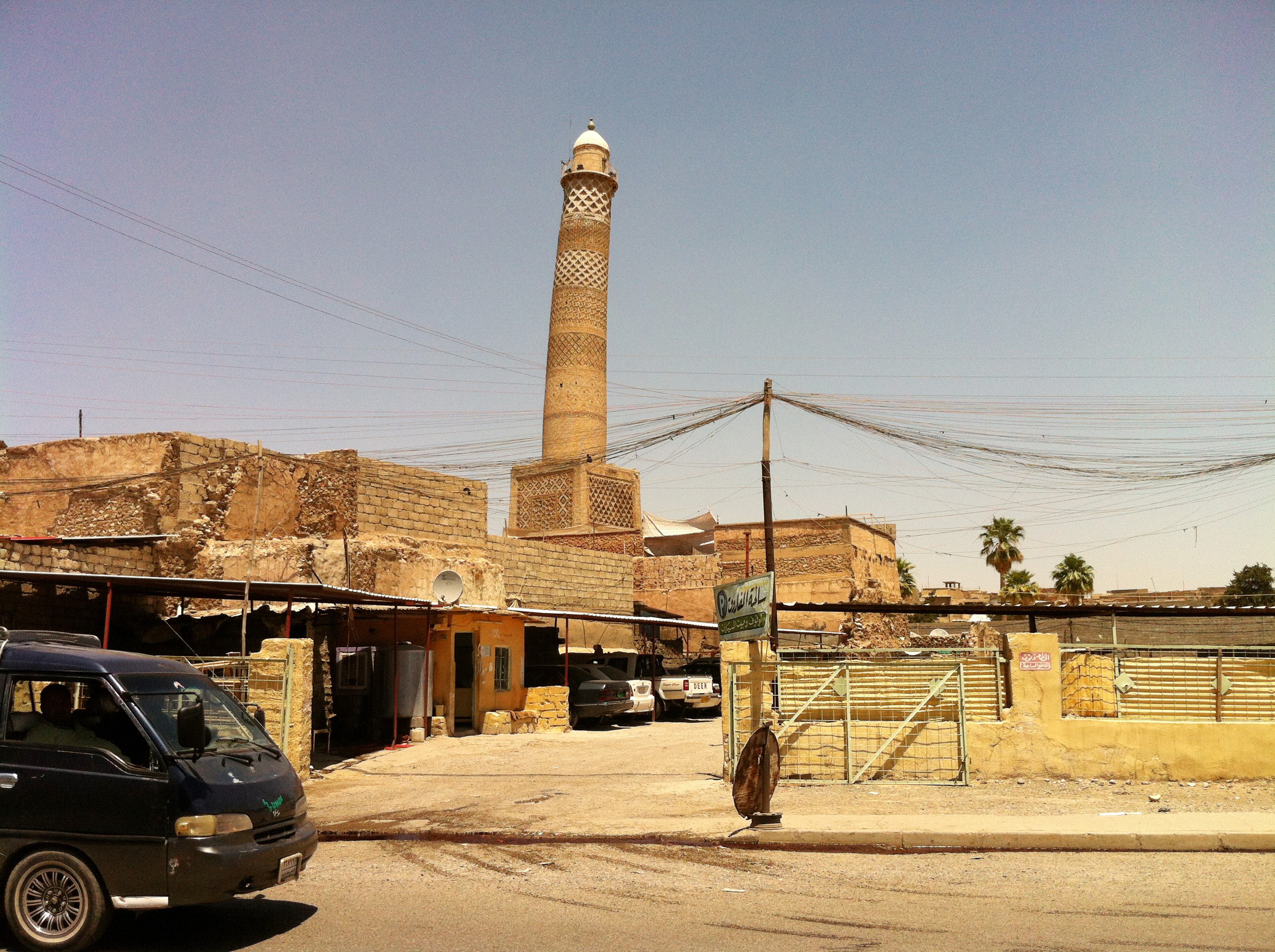
Minarete em 2013

A Grande Mesquita de Nuri (em árabe: جامع النوري, lit. 'Jami' al-Nuri al-Kabir') era uma mesquita em Moçul, no Iraque, que, em uma idade aproximada de 850 anos, havia ultrapassado várias forças inimigas hostis ao longo de sua história que não se atrevem a destruí-la. Finalmente, sucumbiu ao vandalismo do grupo terrorista Estado Islâmico do Iraque e do Levante (EIIL) e foi demolido em 2017. Era famoso por seu minarete inclinado, que deu à cidade o apelido de "o corcunda" (الحدباء al-Ḥadbā).
A tradição sustenta que a mesquita foi construída pela primeira vez no final do século XII, embora tenha sofrido muitas reformas ao longo dos anos. A maior parte foi destruída em 21 de junho de 2017, durante a Batalha de Mossul.
As tropas iraquianas atribuíram ao Estado Islâmico a responsabilidade pela destruição da Grande Mesquita em um movimento de vandalismo para destruí-lo em vez de deixá-lo sair de seu controle. Tinha uma importância simbólica para o Estado Islâmico e seu líder Abu Bakr al-Baghdadi, como foi usado em 2014 pelos militantes para auto-declarar seu "califado". A bandeira negra do Estado Islâmico estava voando no minarete de 45 metros desde que junho de 2014, depois que seus militantes atravessaram o Iraque e a Síria, conquistando vastos territórios. O Estado Islâmico afirma que os Estados Unidos a destruíram.
O primeiro-ministro iraquiano, Haider al-Abadi, declarou que a destruição da mesquita pelo ISIS era uma "declaração de derrota" e que "destruir o minarete al-Hadba e a mesquita Nuri equivale a um reconhecimento de derrota [pelo Estado Islâmico]."